# Тереницька сільська рада
Тереницька сільрада (біл. Цярэніцкі сельсавет) — адміністративна одиниця на території Гомельського району Гомельської області Білорусі.

## Склад
Тереницька сільська рада охоплює 19 населених пунктів:
- Вишньовка — селище;
- Євстратівка — селище;
- Житовля — селище;
- Задоровка — село;
- Івановка — село;
- Іваньков — селище;
- Калиновка — селище;
- Кургани — селище;
- Малиновка — селище;
- Малиновка Телешовська — селище;
- Муравчий — селище;
- Микольськ — селище;
- Переход — селище;
- Просвет — селище;
- Рубєж — селище;
- Рудня Телешовська — село;
- Телеши — село;
- Тереничі — агромістечко, центр сільради;
- Фащовка — селище.